# Фолк певачица године
Оскар за фолк певачицу године је награда за најпопуларнијег женског извођача фолк музике у Србији. Почеци додељивања ове награде везују се за 1980. годину, али стицајем околности, није додељивана сваке године, да би деведесетих година дефинитивно престала да постоји. Прво поновно признање за најпопуларније додељује се од 2005. године, да би 2006, 2007. и 2008. награда Оскар популарности поново била укинута.

## Најбоља фолк певачица Србије
- 2004 Цеца
- 2005 - награда није додељена
- 2006 - награда није додељена
- 2007 - награда није додељена
- 2008 Сека Алексић
- 2009 Лепа Брена
  - Сека Алексић
  - Цеца
- 2010 Радмила Манојловић
  - Сека Алексић
  - Јелена Карлеуша